# Kristin Venn
Kristin Venn (født 5. Marts 1994 i Trondheim, Norge) er en norsk håndboldspiller, der spiller for Byåsen Håndball Elite.